# Chełmno nad Nerem
Pour les articles homonymes, voir Chełmno.
Chełmno (en allemand Kulmhof an der Nehr) est un petit village du centre-ouest de la Pologne, situé sur la Ner.
Le village se trouve dans la voïvodie de Grande-Pologne (Gmina Dąbie), à 13 km de la ville de Koło.

## Histoire
Après la défaite de l'armée polonaise en 1939, l’Ouest de la Pologne a été annexé par le Reich et est devenu le Reichsgau Wartheland.
Le centre d'extermination de Chełmno a été construit aux abords du village.